# アンソニー・ルイス
アンソニー・ルイス（Anthony Lewis、1927年3月27日 - 2013年3月25日）は、ピューリッツァー賞を2度受賞したジャーナリストで、アメリカを代表するリベラル。アメリカにおける法ジャーナリズムの分野を切り拓いたとされる。ハーバード・ロー・スクール、コロンビア大学大学院などをはじめ全米の数多くの教育機関で長年にわたりジャーナリズム論を教えた。32年にわたってニューヨーク・タイムズ紙のコラムニストを務めた（1969年 - 2001年）。2001年には大統領市民勲章を受けている。邦訳に『敵対する思想の自由――アメリカ最高裁判事と修正第一条の物語』（池田年穂訳．慶應義塾大学出版会、2012年）などがある。1927年3月27日、アメリカ合衆国ニューヨーク州ニューヨーク市ブロンクスでユダヤ人家庭に生まれる。2013年3月25日、アメリカ合衆国マサチューセッツ州ケンブリッジで死去。

## 著書
- Freedom for the Thought That We Hate: A Biography of the First Amendment (Basic Books, 2010,『敵対する思想の自由――アメリカ最高裁判事と修正第一条の物語』 池田年穂訳．慶應義塾大学出版会、2012年)
- The Supreme Court and How It Works: The Story of the Gideon Case (Random House Children's Books, 1966)
- Make No Law: The Sullivan Case and the First Amendment (Random House, 1991)
- Portrait of a Decade: The Second American Revolution (Random House, 1964)
- Gideon's Trumpet (Random House, 1964)